# Khawaja Saad Rafique

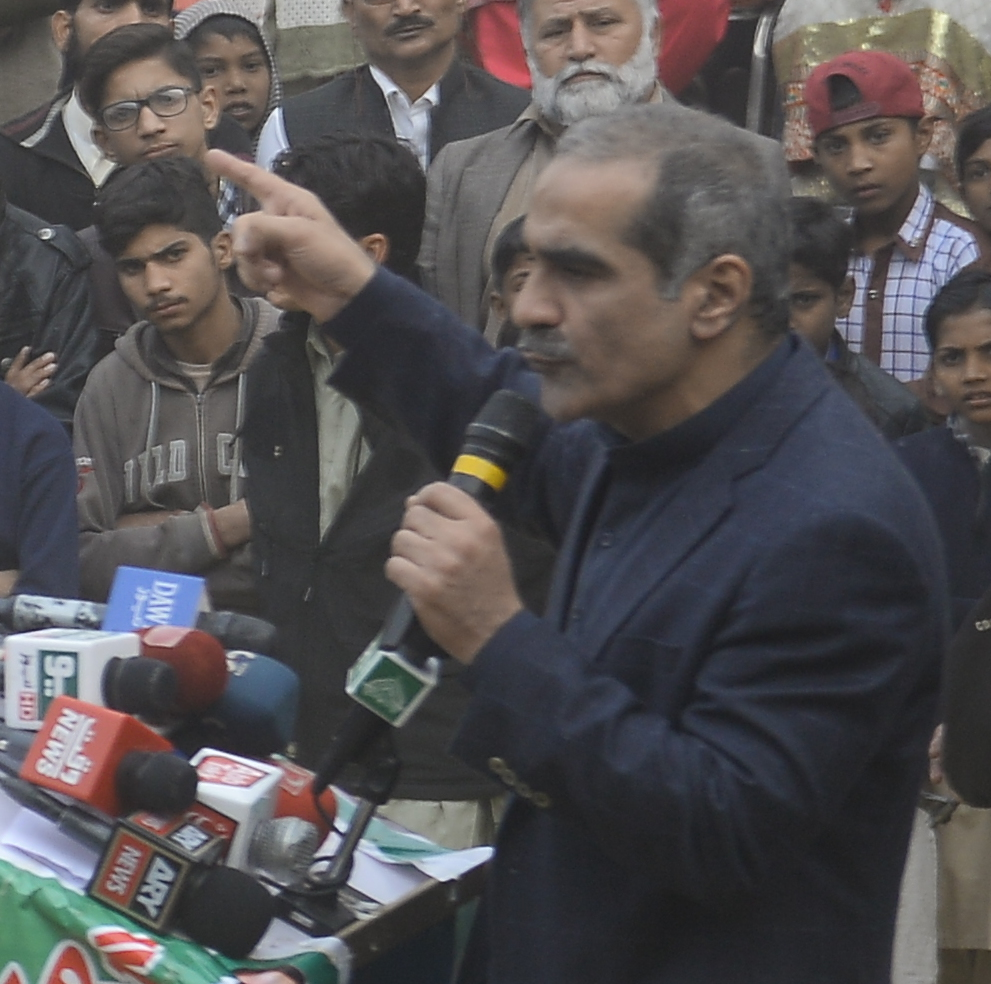
Khawaja Saad Rafqiue

Khawaja Saad Rafique Urdu خواجہ سعد رفیق (Geboren am 4. November 1962 in Lahore) ist ein pakistanischer Politiker, der von August 2017 bis Mai 2018 im Kabinett von Shahid Khaqan Abbasi als Minister für Eisenbahnen diente und 2023 wieder Eisenbahnminister war.
Er besuchte 1984 das M.A.O College in Lahore und studierte an der University of the Punjab, an der er 1986 seinen Master in Politikwissenschaften machte. Politisch gehört er der Pakistan Muslim League (N) an und war in der Provinz Punjab Generalsekretär dieser Partei.